# Armageddon (film, 1998)
Cet article concerne le film de Michael Bay. Pour le film de Gordon Chan, voir Armageddon (film, 1997).
Pour les articles homonymes, voir Armageddon (homonymie).
Pour plus de détails, voir Fiche technique et Distribution.
Armageddon est un film de science-fiction américain réalisé par Michael Bay, sorti en 1998.
Le film reçoit des critiques plutôt négatives dans la presse ; en revanche, il rencontre un immense succès auprès du public. Il est le 2e meilleur film au box-office nord-américain de 1998. Il reçoit par ailleurs quatre nominations aux Oscars 1999.

## Synopsis
Alors qu'elle se trouve en mission en orbite terrestre, la navette Atlantis est détruite par une pluie de météorites qui termine sa course sur New York. Ceci est le prélude d'une catastrophe majeure : un astéroïde de la taille du Texas s'écrasera sur Terre dans exactement dix-huit jours. Dan Truman, directeur des opérations de vol à la NASA, envisage la mission de la dernière chance : envoyer des astronautes sur l'astéroïde pour qu'ils y creusent un puits de 250 mètres de profondeur dans lequel sera insérée une charge nucléaire. Pour ce faire, il fait appel à Harry Stamper, le plus grand spécialiste en forage pétrolier. Mais ce dernier, ainsi que ses hommes, n'ont aucune notion d’astronautique, et devront bénéficier d'une formation accélérée.

## Fiche technique
Sauf indication contraire, les informations mentionnées dans cette section peuvent être confirmées par les bases de données cinématographiques IMDb et Allociné,  présentes dans la section « Liens externes ».
- Titre original : Armageddon[1]
- Réalisation : Michael Bay

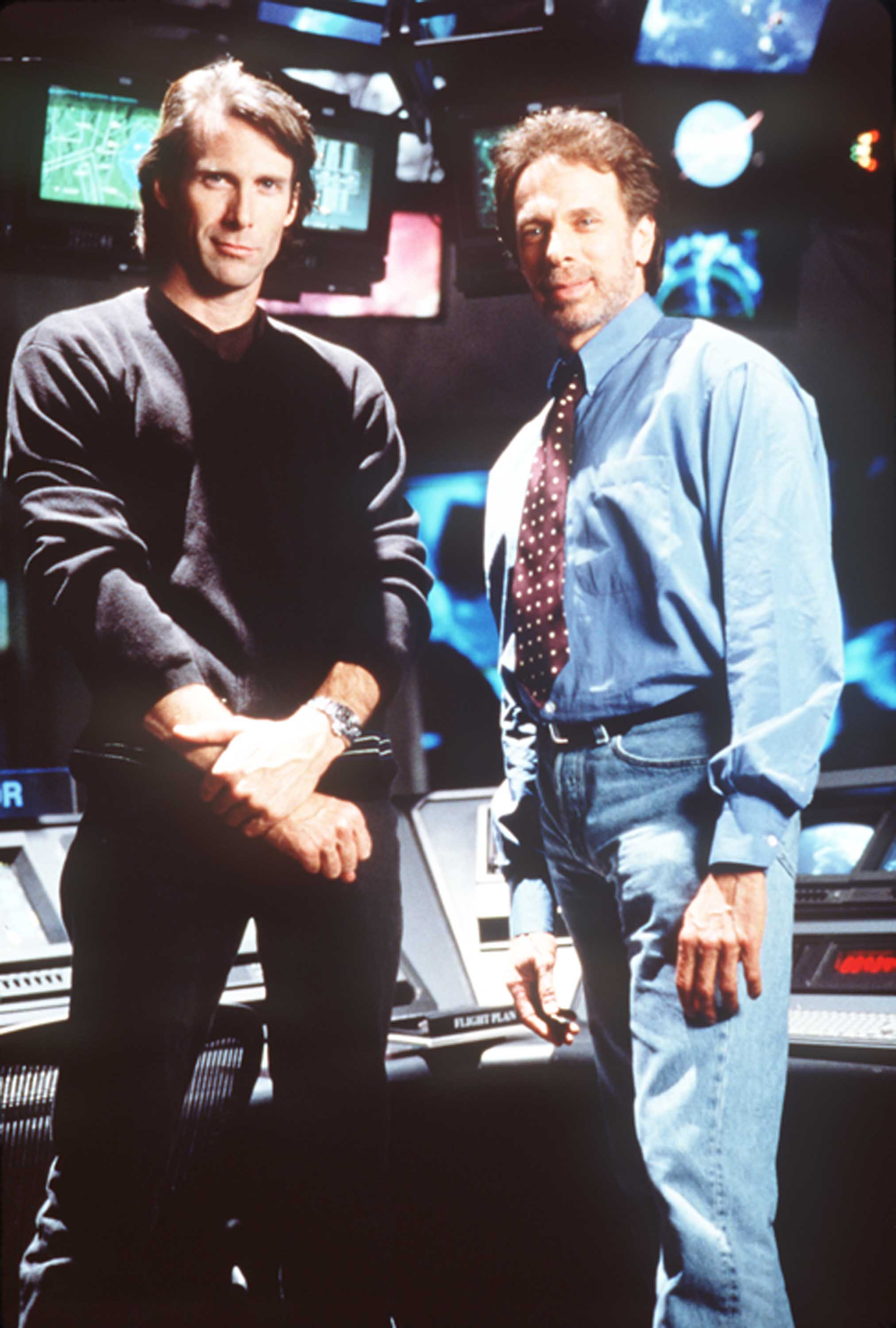
Le réalisateur Michael Bay et le producteur Jerry Bruckheimer, à la base aérienne d'Edwards Air Force Base en Californie où plusieurs scènes ont été tournées.

- Scénario : Jonathan Hensleigh et J. J. Abrams, adapté par Tony Gilroy et Shane Salerno, d'après une histoire de Robert Roy Pool et Jonathan Hensleigh
- Musique : Trevor Rabin, Harry Gregson-Williams
  - Musiques additionnelles : Hans Zimmer, Don Harper, Steve Jablonsky, Paul Linford et John Van Tongeren
- Direction artistique : Geoff Hubbard, Lawrence A. Hubbs et Bruton Jones
- Décors : Michael White
- Costumes : Magali Guidasci et Michael Kaplan
- Photographie : John Schwartzman
- Son : Bill W. Benton, Kevin O'Connell, Greg P. Russell, George Watters II, Keith A. Wester
- Montage : Mark Goldblatt, Chris Lebenzon et Glen Scantlebury
- Producteurs : Michael Bay, Jerry Bruckheimer et Gale Anne Hurd
  - Production déléguée : Jonathan Hensleigh, Chad Oman et Jim Van Wyck
  - Production associée : Kenny Bates, Scott Gardenhour, Pat Sandston et Barry H. Waldman
- Sociétés de production : Jerry Bruckheimer Films et Walt Disney Pictures and Television[2], en association avec Valhalla Motion Pictures, présenté par Touchstone Pictures
- Sociétés de distribution : Buena Vista Pictures Distribution (États-Unis) ; Gaumont Buena Vista International (France)
- Budget : 140 millions de $[3],[4]
- Pays de production :  États-Unis
- Langues originales : anglais, russe, indonésien
- Format : couleur (Technicolor) — 35 mm — 2,39:1 (Panavision) — son DTS / SDDS / D-Cinema 48 kHz 5.1 / Broadway Surround
- Genre : Science-fiction, action, aventure, thriller, catastrophe
- Durée : 151 minutes
- Dates de sortie[5] :
  - États-Unis, Québec : 1er juillet 1998[1]
  - France, Belgique, Suisse romande : 5 août 1998[6],[7],[8]
- Classification :
  - États-Unis : accord parental recommandé, film déconseillé aux moins de 13 ans (PG-13 - Parents Strongly Cautioned)[N 1]
  - France : tous publics[9]
  - Belgique : tous publics (Alle Leeftijden)[7]
  - Suisse romande : interdit aux moins de 12 ans[10]
  - Québec : tous publics - déconseillé aux jeunes enfants (G - General Rating)[1]

## Distribution

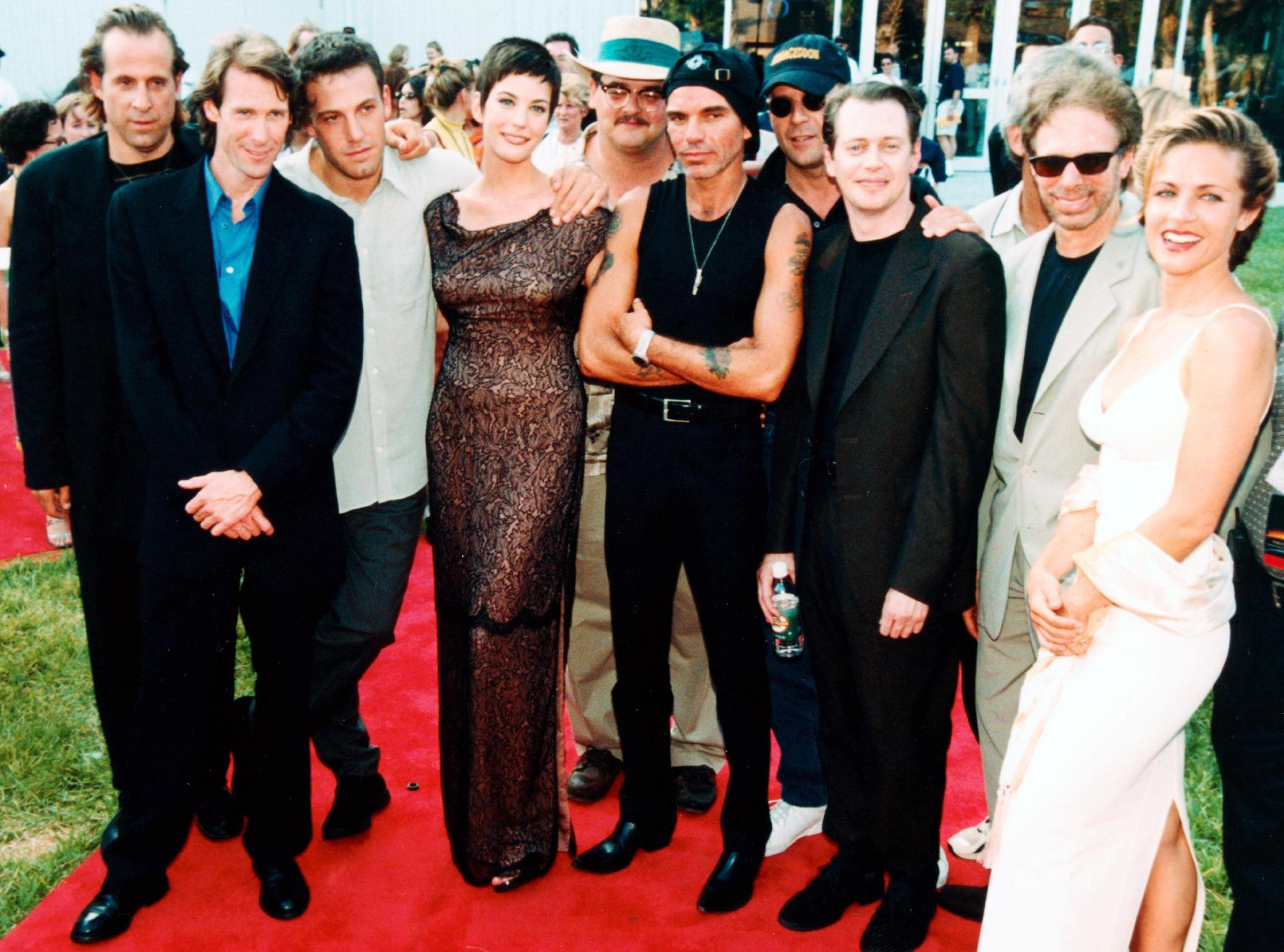
Une partie de l'équipe du film lors de la première au Centre spatial Kennedy en 1998.

- Bruce Willis (VF : Patrick Poivey ; VQ : Jean-Luc Montminy) : Harry S. Stamper, chef des foreurs
- Billy Bob Thornton (VF : Joël Martineau ; VQ : Daniel Picard) : Dan Truman, directeur des opérations de la NASA
- Liv Tyler (VF : Virginie Méry ; VQ : Christine Bellier) : Grace Stamper
- Ben Affleck (VF : Jean-Pierre Michaël ; VQ : Pierre Auger) : Albert Jones « A.J. » Frost, foreur
- Will Patton (VF : Jean-Pol Brissart ; VQ : Benoît Rousseau) : Charles « Chick » Chapple, foreur
- Steve Buscemi (VF : Hervé Bellon ; VQ : François Sasseville) : Rockhound, foreur
- William Fichtner (VF : Nicolas Marié ; VQ : Yves Corbeil) : le colonel Willie Sharp, commandant de la navette spatiale Liberté
- Owen Wilson (VF : Pascal Germain ; VQ : Luis de Cespedes) : Oscar Choice, foreur et géologue
- Michael Clarke Duncan (VF : Saïd Amadis ; VQ : Guy Nadon) : Jayotis « Ours » Kurleenbear, foreur
- Peter Stormare (VF : Dominique Collignon-Maurin ; VQ : Carl Béchard) : le colonel Lev Andropov, commandant de la station spatiale Mir
- Ken Hudson Campbell (VF : Jean-Jacques Nervest ; VQ : Olivier Visentin) : Max Lennert, foreur
- Jessica Steen (VF : Danièle Douet ; VQ : Élise Bertrand) : le lieutenant Jennifer Watts, copilote de la navette spatiale Liberté
- Keith David (VF : Med Hondo ; VQ : Pierre Chagnon) : le général Kimsey, Chef d'état-major de l'Air Force
- Chris Ellis (VF : Jean-François Aupied ; VQ : Marc Bellier) : Walter Clark, directeur de vol de la NASA
- Jason Isaacs (VF : Hervé Jolly ; VQ : Emmanuel Bilodeau) : Dr Ronald Quincy, astrophysicien
- Grayson McCouch (en) : le sergent Gruber, responsable de la charge nucléaire de la navette spatiale Liberté
- Clark Heathcliff Brolly (VF : Patrice Baudrier) : Freddy Noonan, foreur
- Marshall R. Teague (VF : Marc Alfos ; VQ : Daniel Lesourd) : le colonel L. Davis, commandant de la navette spatiale Indépendance
- Anthony Guidera : le capitaine S. Tucker, copilote de la navette spatiale Indépendance
- Greg Collins : le lieutenant Halsey, responsable de la charge nucléaire de la navette spatiale Indépendance
- John Mahon (VF : Michel Fortin ; VQ : Ronald France) : Karl
- Grace Zabriskie (VF : Perrette Pradier ; VQ : Johanne Garneau) : Dottie
- James Harper (VF : Mario Santini) : l'amiral Kelso (ou le général Montgomery - en VF - commandant en chef de l'Air Force dans le Pacifique)
- Layla Roberts : Molly Mounds
- Judith Hoag : Denise
- Eddie Griffin (VF : Éric Métayer ; VQ : Yanic Truesdale) : le cycliste au chien
- Stanley Anderson (VQ : Claude Préfontaine) : président des États-Unis
- Udo Kier (VF : Pierre Dourlens) : le psychologue de la NASA
- John Aylward (VF : Michel Vocoret) : Dr Banks
- Christian Clemenson : l'homme avec le drone
- Shawnee Smith (VF : Nathalie Spitzer) : la jeune femme rousse au bar
- Bodhi Elfman : l'homme qui calcule
- Matt Malloy (VF : Jean-François Kopf) : un technicien de la NASA
- Andrew Heckler : un technicien de la NASA
- Charlton Heston (VF : Roland Ménard ; VQ : Éric Gaudry) : le narrateur
- Lawrence Tierney : Eddie « Gramp » Stamper (non crédité)
- Michael Bay : un scientifique de la NASA (caméo non crédité)
- Mark Boone Junior : le new yorkais (non crédité)
- Erik Per Sullivan : l'enfant avec Rocket Ship (non crédité)

 Source et légende : version française (VF) sur RS Doublage , Voxofilm et selon le carton du doublage français sur le DVD zone 2.

## Production

### Genèse et développement
D'après le scénariste de Deep Impact, Bruce Joel Rubin, lors d'un déjeuner un exécutif de Disney aurait pris des notes après lui avoir posé des questions sur son scénario. Peu après, la production d'Armageddon fut lancée pour concurrencer Deep Impact en été 1998.
De nombreux scénaristes ont participé à l'écriture du film. Scott Rosenberg, Robert Towne et Ann Biderman ne sont pas crédités pour leur travail. J. J. Abrams devait initialement ne pas être mentionné au générique, mais le réalisateur Michael Bay a tellement aimé ses contributions, notamment aux dialogues, qu'il a demandé à ce qu'il y figure. J. J. Abrams apparaît donc avec Shane Salerno comme auteur de l'histoire d'origine.
Le film comporte des similitudes troublantes avec un projet avorté de James Cameron et Peter Hyams, Bright Angel Falling, que Cameron a initié et devait produire. Le héros du scénario est un père divorcé et fâché avec sa fille, qu'il revoit en souvenir avant de se sacrifier pour sauver la Terre. On y retrouve également l'entraînement express d'un civil pour devenir astronaute, la destruction de la station Mir, le catapultage autour de la Lune, entre autres...

### Attribution des rôles
Sylvester Stallone a été envisagé pour incarner Harry Stamper, rôle qui reviendra finalement à Bruce Willis. Alors que Milla Jovovich et Robin Wright ont refusé le rôle de Grace Stamper, Denise Richards a également été envisagée. Arnold Schwarzenegger a également été pressenti pour jouer le rôle de Harry Stamper.

### Tournage
Le tournage a eu lieu aux États-Unis, notamment dans le Dakota du Sud (parc national des Badlands, Interior), en Californie (Edwards Air Force Base, Culver Studios, Fletcher Oil Refinery de Carson, Pasadena, Walt Disney Studios Burbank, Torrance) et notamment à Los Angeles (Los Angeles Theatre, St. Brendan Catholic Church, Downtown, Shrine Auditorium), au Texas (Ellington Air Force Base et centre spatial Lyndon B. Johnson à Houston, Denton et son comté, Pilot Point, Sanger, Aubrey), en Floride (centre spatial Kennedy, base de lancement de Cap Canaveral), au Nouveau-Mexique (Karl G. Jansky Very Large Array), à New York (Flatiron Building, Grand Central Terminal), à Washington, D.C. ainsi que dans le golfe du Mexique.
L'astéroïde du film est en fait un relief situé dans le Dakota du Sud. Michael Bay l'a repéré en voyageant depuis son jet. Il a ensuite convaincu la production de construire plusieurs kilomètres de route afin de pouvoir y acheminer le matériel.
Le réalisateur a été autorisé à placer des caméras tout autour de la navette lors de son lancement. Certaines, fortement secouées, ont été rendues en plusieurs morceaux à Panavision.
De nombreux villes et monuments du monde entier apparaissent dans le film. L'équipe a ainsi tourné dans d'autres pays :
- France : 
  - Manche
    - Église Abbaye du Mont-Saint-Michel[19]

  - Ille-et-Vilaine
    - Face à la chapelle Notre-Dame du Verger, entre Saint-Coulomb et Cancale

  - Côtes-d'Armor
    - Dinan[20], avec plusieurs plans tournés sur la place des Cordeliers, face au portail reconnaissable du couvent. On peut également voir l'impasse Reslou, ainsi que la tour de l'horloge, filmée depuis la rue.

  - ainsi qu'à Paris[21]
- Inde : Agra et le Taj Mahal, ainsi que le Fort Rouge de Delhi
- Turquie : mosquée bleue et Ortaköy à Istanbul
- Chine : Shanghai

À la suite du succès planétaire de Titanic, les producteurs décidèrent de développer la romance entre les personnages de Ben Affleck et Liv Tyler, pour attirer le public féminin. La séquence montrant la destruction de Paris fut également un rajout tardif en post-production.
Bruce Willis a été très critique sur sa collaboration avec Michael Bay et a affirmé qu'il ne retravaillerait plus jamais avec lui. Michael Bay garde une relation plus positive avec l'acteur.

### Bande originale
Deux albums sortent pour le film en 1998, une version soundtrack regroupant plusieurs artistes et une version score composé par Trevor Rabin et Harry Gregson-Williams.

## Accueil

### Accueil critique
Armageddon reçoit principalement des mauvaises critiques de la part des journalistes. À la sortie du film le célèbre critique américain Roger Ebert écrit notamment « le film est une attaque pour les yeux, les oreilles et le cerveau ». Il le considérera comme le pire film de 1998, après avoir un temps hésité avec Spice World, le film. Quelques années plus tard, Roger Ebert l'inclura dans sa liste Most Hated (« les films les plus détestés »),.
Todd McCarthy de Variety publie lui aussi une critique négative sur le film en mettant en avant le découpage trop rapide des scènes qui provoque de la confusion et regrette le manque de rythme dramatique et le manque de développement des personnages. Sur l'agrégateur américain Rotten Tomatoes, le film n'obtient que 38 % d'opinions favorables, pour 119 critiques presse, alors que le public le plébiscite à 73%. Sur Metacritic, le film obtient une note moyenne de 42⁄100, pour 23 critiques.
En 2013, lors de la promotion de No Pain No Gain, Michael Bay déclara notamment : 

« Nous devions tourner le film entier en 16 semaines. C’était une tâche énorme. Ce n’était pas juste pour le film. Je referais toute la troisième partie si je pouvais. Mais le studio nous a littéralement enlevé le film des mains. Mon superviseur des effets visuels a fait une dépression nerveuse, et j’ai donc dû m’en occuper. J’ai appelé James Cameron et je lui ai demandé “Qu’est-ce qu’on fait quand on se retrouve à faire tous les effets soi-même ?”. Mais le film a bien marché. »

### Box-office
Malgré des critiques négatives, le film rencontre un succès commercial mondial. Il se classe notamment 2e du box-office américano-canadien et 7e au box-office annuel français.
| Pays ou région    | Box-office        | Date d'arrêt du box-office | Nombre de semaines |
| ----------------- | ----------------- | -------------------------- | ------------------ |
| États-Unis Canada | 201 578 182 $     | 24 septembre 1998          | 12                 |
| France            | 4 618 327 entrées | n/a                        | -                  |
| Total mondial     | 553 709 788 $     | n/a                        | -                  |

## Distinctions

### Distinctions1998
| Distinctions 1998 du film Armageddon | Distinctions 1998 du film Armageddon                                                | Distinctions 1998 du film Armageddon                           | Distinctions 1998 du film Armageddon | Distinctions 1998 du film Armageddon |
| Évènements                           | Catégorie / Récompense                                                              | Nommé(es) / Lauréat(es)                                        | Résultats                            |                                      |
| ------------------------------------ | ----------------------------------------------------------------------------------- | -------------------------------------------------------------- | ------------------------------------ | ------------------------------------ |
| Awards Circuit Community Awards      | Meilleure réalisation sonore                                                        | Armageddon                                                     | Nomination                           |                                      |
| Awards Circuit Community Awards      | Meilleurs effets visuels                                                            | Armageddon                                                     | Nomination                           |                                      |
| Goldene Leinwand                     | Écran d'or                                                                          | Armageddon                                                     | Lauréat                              |                                      |
| MTV Video Music Awards               | Meilleur clip vidéo d'un film                                                       | Aerosmith                                                      | Lauréat                              |                                      |
| Prix Bogey                           | Prix Bogey d’or                                                                     | Armageddon                                                     | Lauréat                              |                                      |
| The Stinkers Bad Movie Awards        | Pire acteur                                                                         | Bruce Willis                                                   | Lauréat                              |                                      |
| The Stinkers Bad Movie Awards        | Pire couple à l'écran                                                               | Ben Affleck et Liv Tyler                                       | Lauréat                              |                                      |
| The Stinkers Bad Movie Awards        | Pire actrice dans un second rôle                                                    | Liv Tyler                                                      | Nomination                           |                                      |
| The Stinkers Bad Movie Awards        | Pire scénario pour un film rapportant plus de 100 millions de $ avec Hollywood Math | J. J. Abrams, Tony Gilroy, Jonathan Hensleigh et Shane Salerno | Nomination                           |                                      |

### Distinctions1999
| Distinctions 1999 du film Armageddon                                 | Distinctions 1999 du film Armageddon                                   | Distinctions 1999 du film Armageddon                                      | Distinctions 1999 du film Armageddon | Distinctions 1999 du film Armageddon |
| Évènements                                                           | Catégorie / Récompense                                                 | Nommé(es) / Lauréat(es)                                                   | Résultats                            |                                      |
| -------------------------------------------------------------------- | ---------------------------------------------------------------------- | ------------------------------------------------------------------------- | ------------------------------------ | ------------------------------------ |
| Academy of Science Fiction, Fantasy and Horror Films - Saturn Awards | Saturn Award du meilleur film de science-fiction                       | Armageddon                                                                | Lauréat                              |                                      |
| Academy of Science Fiction, Fantasy and Horror Films - Saturn Awards | Saturn Award de la meilleure réalisation                               | Michael Bay                                                               | Lauréat                              |                                      |
| Academy of Science Fiction, Fantasy and Horror Films - Saturn Awards | Meilleur acteur                                                        | Bruce Willis                                                              | Nomination                           |                                      |
| Academy of Science Fiction, Fantasy and Horror Films - Saturn Awards | Meilleur acteur dans un second rôle                                    | Ben Affleck                                                               | Nomination                           |                                      |
| Academy of Science Fiction, Fantasy and Horror Films - Saturn Awards | Meilleure musique                                                      | Trevor Rabin                                                              | Nomination                           |                                      |
| Academy of Science Fiction, Fantasy and Horror Films - Saturn Awards | Meilleurs costumes                                                     | Magali Guidasci et Michael Kaplan                                         | Nomination                           |                                      |
| Academy of Science Fiction, Fantasy and Horror Films - Saturn Awards | Meilleurs effets spéciaux / effets visuels                             | John Frazier, Richard R. Hoover et Pat McClung                            | Nomination                           |                                      |
| American Music Awards                                                | Meilleure bande-son                                                    | Armageddon                                                                | Nomination                           |                                      |
| ASCAP Film and Television Music Awards                               | Chansons les plus jouées de films cinématographiques                   | Diane Warren (pour la chanson I Don't Want to Miss a Thing)               | Lauréat                              |                                      |
| Awards of the Japanese Academy 1999                                  | Meilleur film étranger                                                 | Armageddon                                                                | Nomination                           |                                      |
| Blockbuster Entertainment Awards                                     | Acteur préféré dans un film science-fiction                            | Bruce Willis                                                              | Lauréat                              |                                      |
| Blockbuster Entertainment Awards                                     | Acteur de second rôle masculin préféré dans un film de science-fiction | Ben Affleck                                                               | Lauréat                              |                                      |
| Blockbuster Entertainment Awards                                     | Actrice préférée dans un film science-fiction                          | Liv Tyler                                                                 | Nomination                           |                                      |
| Blockbuster Entertainment Awards                                     | Acteur de second rôle masculin préféré dans un film de science-fiction | Billy Bob Thornton                                                        | Nomination                           |                                      |
| Blockbuster Entertainment Awards                                     | Meilleure bande originale                                              | Armageddon                                                                | Nomination                           |                                      |
| BMI Film and TV Awards                                               | Prix BMI de la meilleure musique de film                               | Trevor Rabin                                                              | Lauréat                              |                                      |
| Cinema Audio Society                                                 | Meilleur mixage sonore pour un long métrage                            | Kevin O'Connell, Greg P. Russell (en) et Keith A. Wester                  | Nomination                           |                                      |
| Golden Trailer Awards                                                | Golden Fleece (Prix de la Toison d'or)                                 | Armageddon                                                                | Nomination                           |                                      |
| Grammy Awards                                                        | Meilleure chanson écrite spécifiquement pour un film ou une télévision | Diane Warren (pour la chanson I Don't Want to Miss a Thing)               | Nomination                           |                                      |
| Motion Picture Sound Editors                                         | Meilleur montage son - Effets sonores et bruitages                     | Armageddon                                                                | Nomination                           |                                      |
| Motion Picture Sound Editors                                         | Meilleur montage son – Dialogues et doublages                          | Armageddon                                                                | Nomination                           |                                      |
| Motion Picture Sound Editors                                         | Meilleur montage musical dans un film (Etranger et National)           | Bob Badami, Shannon Erbe, Will Kaplan et Mark Jan Wlodarkiewicz           | Nomination                           |                                      |
| MTV Movie & TV Awards                                                | Meilleure chanson d'un film                                            | Aerosmith (pour la chanson I Don't Want to Miss a Thing)                  | Lauréat                              |                                      |
| MTV Movie & TV Awards                                                | Meilleure scène d'action                                               | pour l'astéroïde qui a détruit New York                                   | Lauréat                              |                                      |
| MTV Movie & TV Awards                                                | Meilleur film                                                          | Armageddon                                                                | Nomination                           |                                      |
| MTV Movie & TV Awards                                                | Meilleure performance masculine                                        | Ben Affleck                                                               | Nomination                           |                                      |
| MTV Movie & TV Awards                                                | Meilleure performance féminine                                         | Liv Tyler                                                                 | Nomination                           |                                      |
| MTV Movie & TV Awards                                                | Meilleur duo à l'écran                                                 | Ben Affleck et Liv Tyler                                                  | Nomination                           |                                      |
| Online Film and Television Association                               | Meilleure musique, chanson originale                                   | Diane Warren et Aerosmith (pour la chanson I Don't Want to Miss a Thing)  | Nomination                           |                                      |
| Online Film and Television Association                               | Meilleure musique, chanson adaptée                                     | John Denver et Chantal Kreviazuk (pour la chanson Leaving on a Jet Plane) | Nomination                           |                                      |
| Online Film and Television Association                               | Meilleur montage d'effets sonores                                      | George Watters II                                                         | Nomination                           |                                      |
| Online Film and Television Association                               | Meilleurs effets visuels                                               | John Frazier, Richard R. Hoover et Pat McClung                            | Nomination                           |                                      |
| Oscars                                                               | Meilleur son                                                           | Kevin O'Connell, Greg P. Russell (en), Keith A. Wester                    | Nomination                           |                                      |
| Oscars                                                               | Meilleur montage de son                                                | George Watters II                                                         | Nomination                           |                                      |
| Oscars                                                               | Meilleurs effets spéciaux / effets visuels                             | John Frazier, Richard R. Hoover et Pat McClung                            | Nomination                           |                                      |
| Oscars                                                               | Meilleure chanson                                                      | Diane Warren (pour la chanson I Don't Want to Miss a Thing)               | Nomination                           |                                      |
| Razzie Awards                                                        | Razzie Award du pire acteur                                            | Bruce Willis                                                              | Lauréat                              |                                      |
| Razzie Awards                                                        | Pire film                                                              | Michael Bay, Jerry Bruckheimer et Gale Anne Hurd                          | Nomination                           |                                      |
| Razzie Awards                                                        | Pire réalisateur                                                       | Michael Bay                                                               | Nomination                           |                                      |
| Razzie Awards                                                        | Pire second rôle féminin                                               | Liv Tyler                                                                 | Nomination                           |                                      |
| Razzie Awards                                                        | Pire scénario                                                          | J. J. Abrams et Jonathan Hensleigh                                        | Nomination                           |                                      |
| Razzie Awards                                                        | Pire couple à l'écran                                                  | Ben Affleck et Liv Tyler                                                  | Nomination                           |                                      |
| Razzie Awards                                                        | Pire bande originale                                                   | Diane Warren (pour la chanson I Don't Want to Miss a Thing)               | Nomination                           |                                      |
| Satellite Awards                                                     | Meilleure chanson originale                                            | Diane Warren (pour la chanson I Don't Want to Miss a Thing)               | Lauréat                              |                                      |
| Satellite Awards                                                     | Meilleurs effets visuels                                               | Richard R. Hoover et Pat McClung                                          | Nomination                           |                                      |
| Teen Choice Awards                                                   | Meilleur acteur                                                        | Ben Affleck                                                               | Nomination                           |                                      |

### Nomination2012
- Festival du Film Jules Verne : meilleur film d'aventure ou de science-fiction

## Éditions en vidéo
- En France, le film Armageddon est sorti en DVD le 5 mai 1999[37]. Le film est ressorti en DVD édition collector le 29 août 2001[38] et en DVD édition single le 9 octobre 2002[39]. Par la suite, il sort en Blu-ray le 9 juin 2010[40] et en VOD le 1er février 2016[6].
- Au Québec, le film est sorti en DVD le 5 janvier 1999[41].

## Autour du film

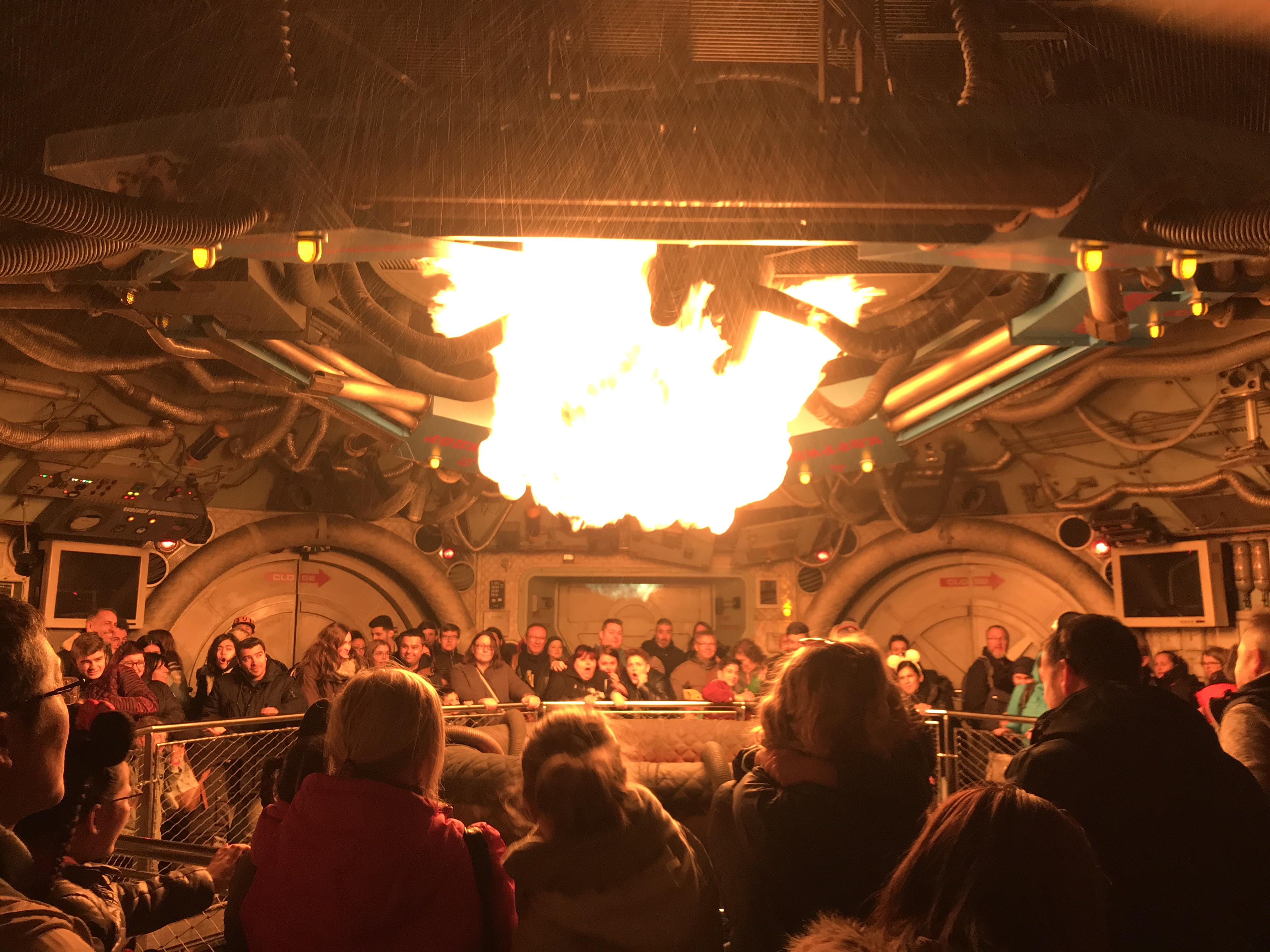
L'attraction Armageddon : Les Effets Spéciaux

- La même année (1998) est sorti un autre film américain avec la même trame de scénario : Deep Impact qui lui est plus axé sur le côté humain de la catastrophe.
- La première partie du scénario reprend la trame du film Les Feux de l'enfer (Hellfighters, 1968) d'Andrew McLaglen qui conte les aventures d'un spécialiste des extinctions de puits de pétrole (inspiré de Red Adair) et ses rapports conflictuels avec sa fille qui vient d'épouser son jeune et intrépide associé.
- Pour l'occasion du film, un insigne factice de mission a été créé. Il porte la mention For all mankind (Pour l'humanité tout entière) et le numéro STS-9?. Le dernier chiffre n'est pas montré mais suggère que l'action du film se situe entre les missions STS-90 et STS-99, soit entre le 17 avril 1998 et le 11 février 2000.
- Le film a été adapté en une attraction, Armageddon : Les Effets Spéciaux dans le parc à thème Walt Disney Studios de Disneyland Paris. L'attraction est désormais fermée. Un des Scarabées à 12 roues était exposé devant l'attraction.
- Le film est cité, sans être nommé, dans l'épisode 17 de la saison 5 de la série Stargate SG-1.

### Cohérence scientifique
L'université de Leicester a fait une étude pour confronter le film à la réalité scientifique. La méthode n'est pas viable si elle se base sur les informations présentes dans le long-métrage. Pour couper en deux l'astéroïde, il faudrait dégager une énergie de 8·1026 [PJ], [Peta Joules]donc une bombe deux milliards de fois plus puissante que la Tsar Bomba (la plus puissante bombe nucléaire qui fut testée avec 4,18·1017 [PJ], [Peta Joules]). De plus, pour éviter que des fragments ne touchent la Terre du fait de l'inertie, il faudrait que l'explosion ait lieu à 12 milliards de kilomètres (approximativement 88 UA) de la planète, une distance que les sondes Voyager ont mis trois décennies à franchir,.